# Thunder du Minnesota
Maillots
Le Thunder du Minnesota (en anglais : Minnesota Thunder) est un ancien club professionnel de football (soccer) basé à Blaine aux États-Unis (dans l'État du Minnesota). Fondé en 1990, le club évolua en Première division de la USL jusqu'en 2009. Le club a fermé en 2009.
Le club aligna aussi une équipe féminine, le Lightning du Minnesota, qui joue pour sa part en W-League (le championnat féminin de la USL) de 2005 à 2009. L'équipe féminine a depuis été rebaptisé  Minnesota Kings FC  et jouait dans la Women's Premier Soccer League jusqu'en 2011.

## Historique
- 1990 : création du Thunder du Minnesota qui joue alors au niveau amateur
- 1994 : l'équipe devient professionnelle et rejoint la USL
- 2009 : le club est en faillite et libère tous ses joueurs.
- 2010 : En janvier, le National Sports Center annonce la formation d'un nouveau club de seconde division, le NSC Minnesota Stars qui prend la succession du Thunder dans la ville.

## Palmarès
- Première division de la USL : (1)
  - Champion : 1999

## Stade
- National Sports Center; Blaine, Minnesota (1990–2003, 2008–2009)
- James Griffin Stadium; St. Paul, Minnesota (2004–2007)
- Hubert H. Humphrey Metrodome; Minneapolis, Minnesota 2 matchs (2004–2005)
- Macalester Stadium at Macalester College; St. Paul, Minnesota 1 match (2004)
- Stadium at Stillwater High School; Oak Park Heights, Minnesota 1 match (2004)

Le premier stade des Thunder du Minnesota était le National Sports Center à Blaine, au Minnesota où ils ont joué jusqu'en 2003. En 2003, le Thunder a voulu réduire le nombre de matchs disputés au Centre National des Sports à sept ans. Le Minnesota sportives d'amateurs Commission qui détient le National Sports Center n'était pas à l'aise avec cette idée donc le Thunder a décidé d'aller voir ailleurs. Leurs trois bail d'un an a expiré en 2003 laissant la porte ouverte pour rechercher d'autres installations pour 2004. A l'heure de revenus de Thunder représentaient moins de un pour cent du revenu total du National Sports Center. Le directeur associé de la Commission du Minnesota Sport amateur Barclay Kruse, a décrit la situation comme cela: «La meilleure façon de le décrire, c'est que nous sommes déçus."
En 2004, les Thunder a joué ces matches à domicile au Stade James Griffin, également connu sous le nom "The Jimmy", à St Paul. Le passage à ce stade dans le centre de Saint-Paul a été faite dans le but de réduire les frais généraux et le marché à une foule plus urbaine et ethnique. Selon puis président et directeur général Jim Froslid une partie de la décision a été prise afin d'être sur une ligne de bus (transports en commun ne vont pas à Blaine) et étant accessible à la communauté ethnique. D’après plusieurs enquêtes les Fan ont indiqué qu'ils assisteraient à plus de matchs si les Thunder joué dans un endroit plus central.
Le 12 mai 2008, ils sont retournés au Centre National des Sports avec un bail jusqu'en 2011. Au moment où les Thunder ont été la seule équipe de la USL de ne pas jouer dans un stade de football spécifique et aussi la seule équipe qui a joué sur des lignes peintes de football américain.
Le Metrodome a parfois été utilisé comme terrain. Macalester Stadium au Macalester College à Saint-Paul a également été utilisé pour ldes matchs dans le passé. Tout en jouant au Centre National des Sports de Thunder traditionnellement ils ont également joué plusieurs matchs par an dans d'autres endroits notamment Macalester College ou Eastview école secondaire à Apple Valley.

## Galerie

Ancien logo

## Mascotte
La mascotte officiel de l'équipe de Thunder du Minnesota est Thor.

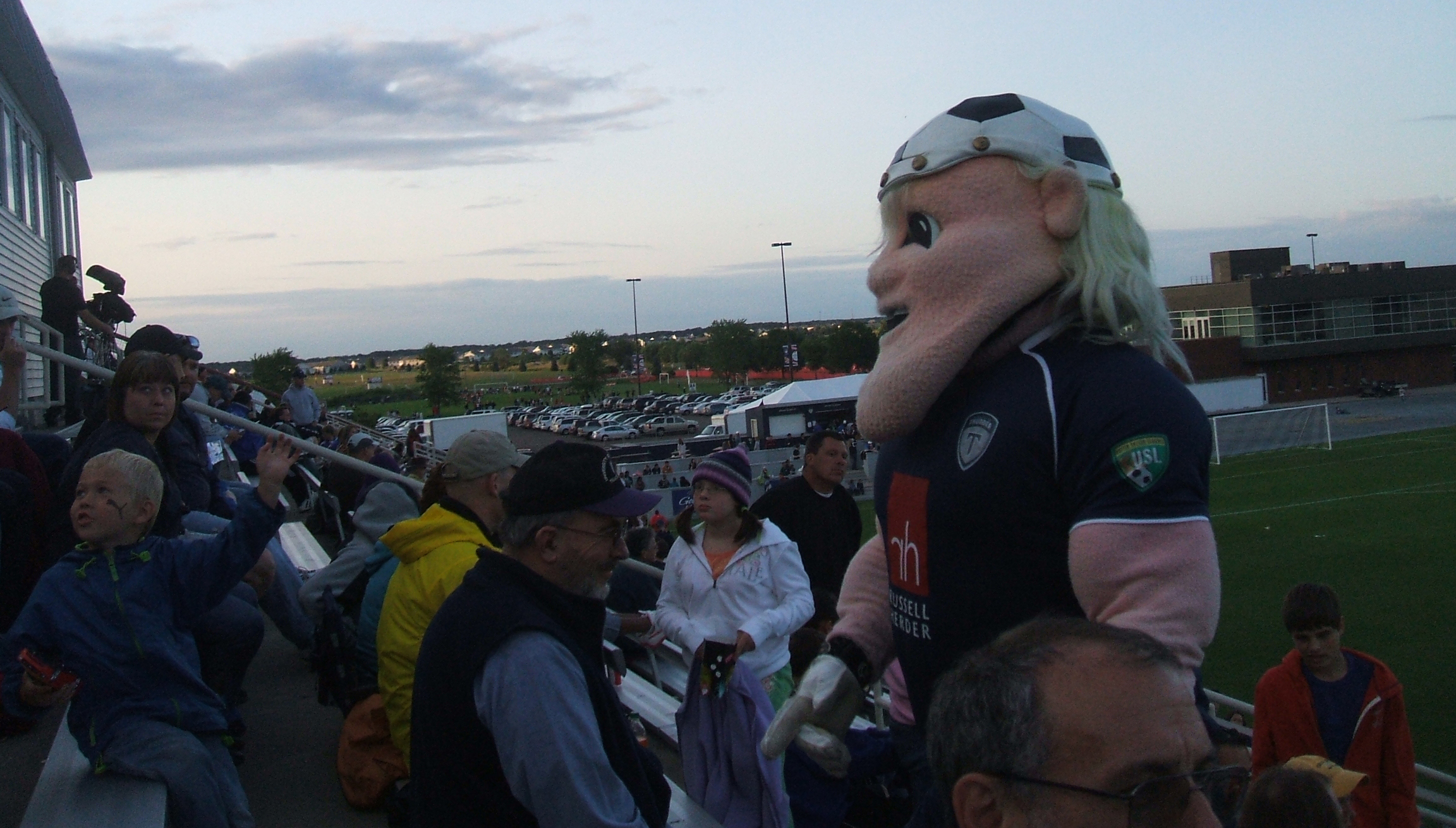
Thor divertit la foule pendant la mi-temps.